# Nasty
Nasty (garstig) ist ein Lied von Janet Jackson aus dem Jahr 1986, das von ihr und dem Duo Jimmy Jam und Terry Lewis geschrieben wurde. Es erschien auf dem Album Control und wurde am 15. April 1986 veröffentlicht.

## Geschichte
Der Song wurde aus Janet Jacksons autobiografischer Sicht über Männer, die ihre Kraft missbrauchen, geschrieben.
Janet Jackson zu Nasty:

„Als mich einige Stalker heimsuchten, jagte mich die Gefahr ins Haus. Sie waren für mich sehr bedrohlich. Anstatt mich bei Jim und Terry vor ihnen zu verstecken, stellte ich mich der Gefahr und verprügelte die Jungs. So kam ich zu meiner Songidee, die ich mit dem Duo erweiterte“

Aufgrund des Erlebnisses sang Jackson den Song bisher auf praktisch jeder Tour, so zum Beispiel auf der Rhythm Nation World Tour und der The Velvet Rope World Tour.

## Musikvideo
Mary Lambert führte Regie im Musikvideo zu dem Song. Zu Beginn des Videos geht Janet Jackson in ein Kino und wird dabei von einer Horde Männern angeflirtet. Sie geht mit den anderen Besuchern ins Kino. Alle setzen sich. Sie wird von einem Stalker belästigt und springt laut vor die Leinwand. Sie springt in die Leinwand und tanzt mit einigen Backgroundtänzern eine Choreografie, bis beim Ankommen der Polizei die Tänzer verschwinden. Später geht Jackson an einem Kiosk vorbei und bringt auch dort alle zum Tanzen, dazu gesellt sich ein Tänzer hinter sie. Sie verabredet sich mit ihm und verlässt ihn. Am Ende des Clips springt Jackson aus der Szene raus lässt die Männer auf der Leinwand zurück.
Paula Abdul wurde bei den MTV Video Music Awards 1987 mit einem Preis in der Kategorie Best Choreography in a Video ausgezeichnet.

## Rezeption

### Chartplatzierungen
| ChartsChartplatzierungen       | Höchstplatzierung | Wochen |
| ------------------------------ | ----------------- | ------ |
| Deutschland (GfK)              | 9 (12 Wo.)        | 12     |
| Österreich (Ö3)                | 21 (4 Wo.)        | 4      |
| Schweiz (IFPI)                 | 8 (8 Wo.)         | 8      |
| Vereinigte Staaten (Billboard) | 3 (19 Wo.)        | 19     |
| Vereinigtes Königreich (OCC)   | 19 (9 Wo.)        | 9      |

| ChartsJahrescharts (1986)      | Platzierung |
| ------------------------------ | ----------- |
| Vereinigte Staaten (Billboard) | 58          |

### Auszeichnungen für Musikverkäufe
| Land/Region               | Auszeichnungen für Musikverkäufe (Land/Region, Auszeichnung, Verkäufe) | Verkäufe  |
| ------------------------- | ---------------------------------------------------------------------- | --------- |
| Kanada (MC)               | Gold                                                                   | 50.000    |
| Vereinigte Staaten (RIAA) | Platin                                                                 | 1.000.000 |
| Insgesamt                 | 1× Gold · 1× Platin ·                                                  | 1.050.000 |

## Coverversionen
- 1986: Weird Al Yankovic (Polka Party!)
- 1997: Rebbie Jackson
- 2004: Eazy-E